# 渥美俊一
渥美 俊一（あつみ しゅんいち、1926年8月21日 - 2010年7月21日）は、日本の経営コンサルタント。

## 経歴・人物
三重県松阪市出身。旧制津中学校、官立第一高等学校文科を経て東京大学法学部を卒業。学生時代は全国学生運動の中枢で活動。1952年に読売新聞社に入り経営技術担当記者となる。1962年にチェーンストア経営研究団体ペガサスクラブを設立、主宰。1963年にチェーンストア経営専門コンサルティング機関である日本リテイリングセンターを設立。1967年読売新聞嘱託となり、1969年に退職、コンサルタント専業となる。専門はチェーンストアの経営政策・経営戦略と基礎技術論。
渥美は、高度経済成長を達成する中でも日本人の生活の豊かさは国際水準から見れば成熟していないと捉え、製造業に比べて立ち遅れていた日本の流通分野を、チェーンストア産業づくりの推進によって近代化し、生活水準の向上を実現することをロマンとして掲げた。
1962年設立当初のペガサスクラブの主なメンバーは、ダイエーの中内㓛、イトーヨーカ堂の伊藤雅俊、ジャスコの岡田卓也、マイカルの西端行雄・岡本常男、ヨークベニマルの大高善兵衛、ユニーの西川俊男、イズミヤの和田満治など30代の若手経営者が中心。会員企業数は急速に伸び、1969年には1,000社を超えた。渥美は、メンバーの経営者を率いて毎年アメリカ視察を行うなど、アメリカの本格的なチェーンストア経営システムを日本に紹介し、流通革命・流通近代化の理論的指導者として、草創期にあった戦後日本を代表する多くのチェーンストア企業を指導した。
2010年7月21日、多臓器不全のため死去。83歳没。

## 主な会員企業
※かつてのものも含む。
- ダイエー
- イトーヨーカ堂
- ジャスコ（イオン）
- 西友
- 西武百貨店
- イズミヤ
- ライフコーポレーション
- コープこうべ
- マルエツ
- 壽屋
- 長崎屋
- ベイシア
- 平和堂
- 上新電機
- ベスト電器
- チヨダ
- ビックカメラ
- イズミ
- カスミ
- いなげや

- マツモトキヨシ
- オートバックスセブン
- しまむら
- フジ
- オークワ
- マルナカ
- ケーヨー
- エイデン
- ナフコ
- ケーズホールディングス
- 万代
- 大創産業
- コープさっぽろ
- ホーマック
- アルペン
- 生活協同組合コープとうきょう
- コーナン
- コープかながわ
- CFSコーポレーション
- サイゼリヤ
- ラルズ

- カーマ
- カワチ薬品
- ヤマナカ
- 関西スーパーマーケット
- コメリ
- 相鉄ローゼン
- 三和
- 島忠
- さいたまコープ
- キタムラ
- みやぎ生協
- ジョイフル本田
- すかいらーく
- 吉野家
- 西洋フードシステムズ
- ジョナサン
- 木曽路
- サトレストランシステムズ
- ダスキン
- ニトリ

## 著書
- 『チェーンストア経営の原則と展望』
- 『チェーンストア経営の目的と現状』
- 『チェーンストア能力開発の原則』
- 『チェーンストア出店とSCづくり』
- 『ディスカウンティング』
- 『商品構成』
- 『仕入れと調達』
- 『店舗レイアウト』
- 『チェーンストアのマネジメント』
- 『ストア・コンパリゾン』（共著）
- 『流通革命の真実』
- 『21世紀のチェーンストア』
- 『チェーンストア組織の基本』
- 『フードサービス業チェーン化入門』
- 『チェーンストアの商品開発』（共著）

## 脚註
1. ↑  “小から大への成長法則―ビッグストアづくりの急所”. 紀伊國屋書店ウェブストア｜オンライン書店｜本、雑誌の通販、電子書籍ストア. 2021年10月23日閲覧。
2. ↑  ”渥美俊一氏死去 経営コンサルタント”. 共同通信社. 47NEWS. - archive.today（2013年4月30日アーカイブ分）